# Ahmed Al Ganehi
Ahmed Mohamed Hussein Kassim Al-Ganehi (ar. أحمد الجانحي; ur. 22 września 2000 w Dosze) – katarski piłkarz, występujący na pozycji napastnika w katarskim klubie Al-Gharafa SC. 3-krotny reprezentant Kataru. Uczestnik Pucharu Azji 2023.

## Statystyki

### Klubowe
Na podstawie:
| Klub          | Sezonów | Liga               | Liga  | Liga   | Puchar krajowy | Puchar krajowy | Kontynentalne | Kontynentalne | Suma  | Suma   |
| Klub          | Sezonów | Liga               | Mecze | Bramki | Mecze          | Bramki         | Mecze         | Bramki        | Mecze | Bramki |
| ------------- | ------- | ------------------ | ----- | ------ | -------------- | -------------- | ------------- | ------------- | ----- | ------ |
| Al-Gharafa SC | 6       | Qatar Stars League | 96    | 16     | 26             | 7              | 7             | 0             | 129   | 23     |
|               | Łącznie | Łącznie            | 96    | 16     | 26             | 7              | 7             | 0             | 129   | 23     |

### Reprezentacyjne
Na podstawie:
| Mecze w Pucharze Azji 2023 | Mecze w Pucharze Azji 2023 | Mecze w Pucharze Azji 2023 | Mecze w Pucharze Azji 2023 | Mecze w Pucharze Azji 2023 | Mecze w Pucharze Azji 2023 | Mecze w Pucharze Azji 2023 | Mecze w Pucharze Azji 2023 |
| Lp.                        | Data                       | Miasto                     | Przeciwnik                 | Wynik                      | Gole                       | Inne                       | Faza rozgrywek             |
| -------------------------- | -------------------------- | -------------------------- | -------------------------- | -------------------------- | -------------------------- | -------------------------- | -------------------------- |
| 1.                         | 17.01.2024                 | Al-Chaur                   | Tadżykistan                | 1:0 (1:0)                  |                            |                            | Faza grupowa               |
| 2.                         | 22.01.2024                 | Doha                       | Chiny                      | 1:0 (0:0)                  | 88'                        |                            | Faza grupowa               |
| 3.                         | 29.01.2024                 | Al-Chaur                   | Palestyna                  | 2:1 (1:1)                  |                            |                            | 1/8 finału                 |

## Sukcesy
Na podstawie:

### Reprezentacyjne
- Puchar Azji 2023